# Scaphochlamys tenuis
Scaphochlamys tenuis là một loài thực vật có hoa trong họ Gừng. Loài này được Richard Eric Holttum miêu tả khoa học đầu tiên năm 1950.

## Mẫu định danh
Mẫu định danh: Corner E.J.H. SFN 30543 do Edred John Henry Corner (1906-1996) thu thập ngày 22 tháng 11 năm 1935 ở tọa độ 4°13′19″B 103°17′28″Đ / 4,22194°B 103,29111°Đ, ven sông Nipah (Sungai Nipah = Sungai Kemaman) tại Kemaman ở bang Terengganu. Mẫu holotype lưu giữ tại Vườn Thực vật Singapore (SING), các isotype lưu giữ tại Trung tâm Nghiên cứu Sinh học Indonesia tại Cibinong (BO), Vườn Thực vật Hoàng gia tại Edinburgh (E) và Naturalis ở Leiden, Hà Lan (L).

## Từ nguyên
Tính từ định danh tenuis (giống trung: tenue) nghĩa là mỏng, thanh mảnh, mảnh mai, mịn, yếu. Ở đây là để nói tới cụm hoa rất thanh mảnh của nó so với các loài Scaphochlamys khác.

## Phân bố
Loài này có ở bang Terengganu, Malaysia bán đảo. Nó mọc trên các đồi ở cao độ thấp.

## Mô tả
Cây thảo thân rễ cao 30–50 cm. Thân rễ trên mặt đất, hướng lên, được các rễ cọc ngắn nâng đỡ. Các chồi lá mọc thẳng đứng, kết đặc, tiếp xúc sát nhau, 2 lá (hiếm khi 1 lá), bẹ không phiến lá bao quanh, bẹ dài nhất tới 9–10 cm. Phiến lá dài 15–19 cm, rộng 5–7 cm, toàn bộ màu xanh lục, nhẵn nhụi hoặc gần nhẵn nhụi, hơi bất đối xứng, hình elip, đỉnh nhọn, hơi nhọn thon, đáy thuôn tròn hoặc hình nêm, hơi men xuống. Cuống lá thanh mảnh, dài 15–20 cm. Bẹ dài 3 cm, lưỡi bẹ hình tam giác, hơi nổi lên. Cán hoa dài ~4 cm, thanh mảnh, nhẵn nhụi. Cụm hoa dài 15–23 cm, thanh mảnh. Các lá bắc cách nhau 1,5–2 cm, áp ép vào trục cụm hoa. Trục cụm hoa nhẵn nhụi, hơi ngoằn ngoèo. Lá bắc sơ cấp màu xanh lục, mép mỏng, màu nâu, không nhăn, dài 2–3 cm, rộng 1 cm ở đáy khi ép dẹt, đỉnh nhọn hẹp, đáy bao quanh trục cụm hoa, đỡ 3-5 hoa. Lá bắc thứ cấp (lá bắc con) thứ nhất dài 17 mm, rộng 6 mm. Hoa hơi có mùi thơm, màu trắng. Bầu nhụy nhẵn nhụi, 1 ngăn, đôi khi chứa 1 noãn. Đài hoa cộng bầu nhụy dài 12–13 mm. Ống tràng dài hơn lá bắc sơ cấp ~7 mm, các thùy dài 10 mm. Nhị lép rộng 3 mm, hơi ngắn hơn thùy tràng hoa. Cánh môi màu trắng, 2 thùy, các thùy thuôn tròn, xếp lợp; dải giữa màu vàng nhạt (không có phần mép màu tím hoa cà), dài 13 mm. Chỉ nhị dài 2 mm. Bao phấn dài 4 mm. Mô liên kết uốn ngược, rộng 3 mm, ngắn, hơi 3 thùy, hơi có ánh màu tím hoa cà. Nhụy lép thanh mảnh, nhọn, dài 2,5 mm. Quả hình elipxoit, dài 13 mm, 1 ngăn, đôi khi chứa 1 hạt. Hạt dài 11 mm, hình elipxoit.
Loài này được phân biệt nhờ cụm hoa rất thanh mảnh với các lá bắc áp ép xa. Nó gần giống như S. malaccana, nhưng có cán hoa dài hơn và các lá bắc không tỏa rộng. Hoa cũng nhỏ hơn của S. malaccana, với cánh môi có lẽ xẻ thùy sâu hơn. Lá non của S. tenuis có thể có màu tía ở mặt dưới. Các lá bắc của nó đôi khi xếp thành 2 dãy, nhưng đa phần là sắp xếp xoắn ốc.